# Vulcanal
De Vulcanal was een heiligdom ter ere van de Vulcanus, de Romeinse god van het vuur, in het Oude Rome.

## Vroege geschiedenis
De Vulcanal was een van de oudste heiligdommen in Rome en werd al in de 8e eeuw v.Chr. gebouwd. De Vulcanal stond op de helling van de Capitolijn, in de vallei waar later het Forum Romanum verrees. Volgens de overlevering werd de Vulcanal gebouwd op de plaats waar de legendarische figuren Romulus en Titus Tatius de vrede tussen de Latijnen en de Sabijnen sloten.
Oorspronkelijk was de Vulcanal een altaar in de openlucht, omgeven door andere monumenten. Het altaar lag in de vallei tussen de nederzettingen op de heuvels, omdat men het in deze tijd te risicovol vond om de vuurgod nabij de houten huizen te vereren. Bij het altaar stonden een lotusboom en een cipris, waarvan men dacht dat ze ouder waren dan de stad Rome zelf. Daarnaast stond er een sculptuur van een quadriga, die volgens de overlevering door Romulus zelf werd geplaatst na zijn overwinning op de stad Caenina. Later werd er een standbeeld van Romulus bijgeplaatst. 
Andere monumenten uit de begintijd van Rome waren een standbeeld van Horatius Cocles en een beeld op een zuil van een acteur die tijdens zijn voorstelling in het Circus Maximus werd getroffen door de bliksem. 
Tijdens de periode van het Romeinse Koninkrijk had de Vulcanal een politieke functie als verzamelplaats voor het volk, nog voor in de directe omgeving het Comitium en de oorspronkelijke Rostra werden gebouwd. De Vulcanal diende als podium voor publieke sprekers. 

## Keizerlijke periode
Het argaïsche monument werd eeuwenlang in oorspronkelijke staat onderhouden. In 9 v.Chr. liet keizer Augustus een nieuw marmeren altaar bouwen. Later bouwde ook keizer Domitianus een nieuw altaar, waar hij een rood kalf en een wild zwijn offerde. In de latere Romeinse periode werden delen van het heiligdom afgebroken om plaats te kunnen maken voor de herbouw van de Tempel van Concordia, de Boog van Septimius Severus en andere bouwwerken. 

## Latere geschiedenis
In de middeleeuwen vervielen de monumenten op het Forum en raakten grotendeels bedolven onder een dikke laag aarde. Bij opgravingen tussen 1899 en 1905 vond de archeoloog Giacomo Boni de restanten van de Vulcanal weer terug. Deze zijn tegenwoordig zichtbaar onder een afdak naast de Boog van Severus. 

## Bron
- Vertaald van de Engelstalige Wikipedia:en:Vulcanal